# Knysnaturako

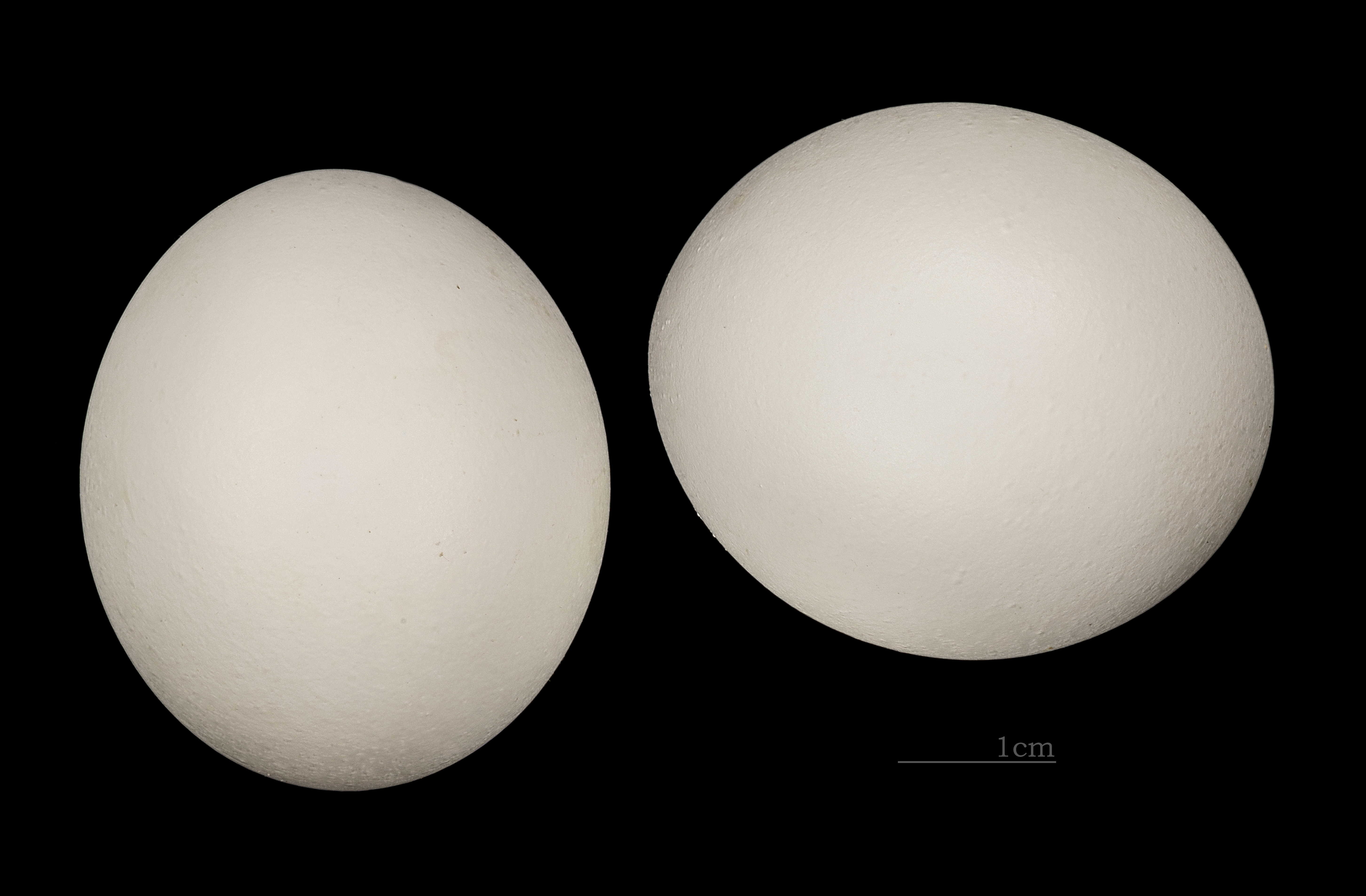
Tauraco corythaix

Knysnaturako (Tauraco corythaix) är en fågel i familjen turakor inom ordningen turakofåglar.

## Utseende och läte
Knysnaturakon är en långstjärtad knubbig fågel med grön fjäderdräkt. I flykten syns djupt röda vingpaneler. På huvudet syns en rundad tofs med vit spets, vilket skiljer den från den spetsiga tofsen hos den i övrigt lika moçambiqueturakon. Purpurtofsad turako har mycket mörkare kropp. Lätet är ett hårt och kväkande "khaaar-khaaar-khaar" som upprepas.

## Utbredning och systematik
Knysnaturako delas in i två distinkta underarter:
- Tauraco corythaix phoebus – förekommer i nordöstra Sydafrika (Limpopo och Mpumalanga) samt nordvästra Swaziland
- Tauraco corythaix corythaix – förekommer i södra Swaziland och sydöstra Sydafrika (KwaZulu-Natal till östra Västra Kapprovinsen)

## Status
Trots det begränsade utbredningsområdet och det faktum att den minskar i antal anses beståndet vara livskraftigt av internationella naturvårdsunionen IUCN. 

## Levnadssätt
Knysnaturakon hittas i städsegröna skogar. Där ses den i par eller smågrupper studsande genom lövverket.

## Namn
Knysna är en stad i Sydafrika.